# Cánh gián
 #73391F 
Màu cánh gián (màu của cánh con gián) làm một sắc độ của nâu pha với một chút của màu đỏ và trong đó ánh thêm một chút của màu vàng đất.
Các ví dụ về đồ vật có màu cánh gián: Kẹo mạch nha, đồ gốm men cánh gián, đồ gỗ đánh verni.